# Euphorbia quinquecostata
Euphorbia quinquecostata är en törelväxtart som beskrevs av Georg Ludwig August Volkens. Euphorbia quinquecostata ingår i släktet törlar, och familjen törelväxter. Inga underarter finns listade i Catalogue of Life.